# تنبيه الرجل العاقل (كتاب)
كتاب تنبيه الرجل العاقل على تمويه المجادل بالباطل، لأحمد بن عبد الحليم بن عبد السلام ابن تيمية الحراني الدمشقي (توفي 728هـ)، هو كتاب ألفه في الرد على كتاب (مقدمة في الجدل) لبرهان الدين النسفي الحنفي، الذي هو على طريقة المتأخرين في علم الجدل، حيث مزج الجدل بالفلسفة والمنطق، فبين ابن تيمية فساد هذه الطريقة، وتولى نقضها ببراعة وحذق، ومعرفة بطرق الجدل السابقة والمتأخرة.
وقد أثنى على الكتاب تلميذ المؤلف ابن عبد الهادي الذي قال عنه: (وهو من أحسن الكتب وأكثرها فوائد). 
والكتاب يقدم للدارسين مادة لدراسة آراء ابن تيمية في مباحث علم الجدل، كما أنه يتضمن مباحث نفيسة في النحو واللغة العربية.

## سبب التأليف
ألف ابن تيمية هذا الكتاب للرد على كتاب النسفي في الجدل، وكتاب النسفي يمثل مرحلة متأخرة من مراحل التأليف في علم الجدل، حيث مزج علم الجدل بكثير من مباحث المنطق والفلسفة، وامتاز بطول العبارة وبعد الإشارة، واستعمال الألفاظ المشتركة والمجازية في المقدمات، ووضع الظنيات موضع القطعيات، ولاقت هذه الطريقة رواجا عند المشتغلين بالعلم في القرن السابع الهجري، ظنا منهم أنها تضبط لهم قواعد الاستدلال، وتدربهم على إيراد الشبه والاعتراضات والرد عليها، وكثير منهم اعتبر ذلك من أعلى درجات العلم الشرعي، بينما رأى غيرهم من العلماء أنهم خالفوا بذلك منهج السلف الصحيح في الجدل والمناظرة، وكان من هؤلاء العلماء ابن تيمية الذي رد على هذه الطريقة، فقام بالرد على كتاب النسفي، ونقض ما قرره من قواعد في الجدل، وبين الطريق الصحيح في ذلك، فأظهر براعة عجيبة، ومعرفة واسعة بطرائق الجدليين، المتقدمين منهم والمتأخرين. 

## موضوعات الكتاب
من الموضوعات التي تعرض لها المؤلف في الكتاب:
- منهج السلف ومنهج المتأخرين في الجدل.
- مضار طريقة المتأخرين.
- فصل التلازم.
- فصل في الدوران.
- فصل في القياس.
- النقض المجهول.
- النقض المفرد.
- القياس على أصل مجهول معلوم الحكم.
- التنافي بين الحكمين
- التمسك بالنص (الكتاب والسنة).
- دعوى الإرادة.

## منهج المؤلف في الكتاب
الكتاب رد على كتاب برهان الدين النسفي، وطريقة المؤلف فيه: أنه يقتبس شيئا من كلام النسفي، ويعقبه بالشرح له أولا، ثم يبدأ الرد عليه، ويذكر وجوها كثيرة في بيان فساد كلامه، ويبرز جوانب الصواب التي في الكتاب، كما أنه ينبه على ما في الكتاب من لحن لغوي، ويذكر صواب ذلك، وقد التزم المؤلف بالرد على جميع فصول الكتاب ولم يترك فقرة من كلامه إلا تكلم عليها، سالكا ترتيب النسفي له.

## أهمية الكتاب
الكتاب يقدم للباحثين مادة جديدة لدراسة آراء ابن تيمية في موضوع الجدل الأصولي، كما أنه يرد على كتاب يعتبر من أهم الكتب في موضوع الجدل على طريقة المتأخرين، وكان رد المؤلف على كامل الكتاب، وهذا يساعد في معرفة رأيه في كل مبحث من مباحث الجدل.
كما أن للمؤلف في هذا الكتاب آراء في النحو واللغة، وكلاما موسعا في بعض قضايا اللغة، وردودا مفصلة على النحويين لا توجد في كتب النحو، فهي مجال خصب للدارسين المتخصصين.

## الاقتباس من الكتاب
من الذين اقتبسوا من هذا الكتاب:
- محمد بن أحمد بن عبد الهادي (744هـ) حيث ذكر هذا الكتاب في ترجمته لابن تيمية المسماة «العقود الدرية» وأثنى عليه بقوله: (وهو من أحسن الكتب وأكثرها فوائد)، ثم ساق خطبته كاملة.[2]
- ابن قيم الجوزية (751هـ) وهو أشهر تلاميذ المؤلف، وقد نقل في كتابه أعلام الموقعين نصا طويلا من الكتاب في الكلام على الاحتجاج بأقوال الصحابة.[5]
- علاء الدين المرداوي (885هـ) حيث نقل منه في كتابه التحبير في شرح التحرير.[5]

## طبعاته
طبع الكتاب في دار عالم الفوائد بتحقيق محمد عزير شمس وعلي العمران، وهو ضمن مشروع آثار ابن تيمية وما لحقها من أعمال. ثم أعيد طبعه من قبل: دار عطاءات العلم بالرياض، وهي آخر طبعات الكتاب.